# Lijst van staatshoofden van Albanië
Dit is een lijst van staatshoofden van Albanië sinds de onafhankelijkheid van het land in 1912. 
In de huidige constitutie van het land, ingevoerd in 1991 toen het na de val van het communistische Albanië een republiek werd, heeft de staatshoofd officieel de titel president van Albanië.

## Staatshoofden van Albanië

### Onafhankelijk Albanië (1912-1914)
| Monarch | Monarch       | Regeringsperiode |
| ------- | ------------- | ---------------- |
|         | Ismail Qemali | 1912–1914        |
|         | Fejzi Alizoti | 1914             |

### Vorstendom Albanië (1914)
| Monarch | Monarch                                                | Regeringsperiode | Regeringsperiode |
| ------- | ------------------------------------------------------ | ---------------- | ---------------- |
|         | Vorst Willem I (1876-1945) Princ Vidi of Princ Vilhelm | 1914             |                  |

### Republiek Albanië (1925-1928)
| President | President              | Ambtstermijn |
| --------- | ---------------------- | ------------ |
|           | Ahmet Zogu (1895-1961) | 1925-1928    |

### Koninkrijk Albanië (1928-1944)
| Monarch | Monarch                                               | Regeringsperiode |
| ------- | ----------------------------------------------------- | ---------------- |
|         | Zog I (1895-1961)                                     | 1928-1939        |
|         | Victor Emanuel III (1869-1947)                        | 1939-1943        |
|         | Mehdi Bej Frasheri Voorzitter van de regentschapsraad | 1943-1944        |

### Volksrepubliek Albanië (1944-1991)
| Voorzitter van het presidium van de volksvergadering | Voorzitter van het presidium van de volksvergadering | Ambtstermijn |
| ---------------------------------------------------- | ---------------------------------------------------- | ------------ |
|                                                      | Omer Nishani (1887-1954)                             | 1944-1953    |
|                                                      | Haxhi Lleshi (1913-1998)                             | 1953-1982    |
|                                                      | Ramiz Alia (1925-2011)                               | 1982-1991    |

### Republiek Albanië (1991-heden)
| President | President                 | Ambtstermijn                 | Partij     | Partij | Verkiezing |
| --------- | ------------------------- | ---------------------------- | ---------- | ------ | ---------- |
|           | Ramiz Alia (1925-2011)    | 30 april 1991 - 3 april 1992 | PPS[h]     |        | 1991       |
|           | Sali Berisha (1944)       | 9 april 1992 - 24 juli 1997  | PDS        |        | 1992       |
|           | Rexhep Meidani (1944)     | 24 juli 1997 - 24 juli 2002  | PS         |        | 1997       |
|           | Alfred Moisiu (1929)      | 24 juli 2002 - 24 juli 2007  | partijloos |        | 2002       |
|           | Bamir Topi (1957)         | 24 juli 2007 - 24 juli 2012  | PDS        |        | 2007       |
|           | Bujar Nishani (1966-2022) | 24 juli 2012 - 24 juli 2017  | PDS        |        | 2012       |
|           | Ilir Meta (1969)          | 24 juli 2017 - 24 juli 2022  | LSI        |        | 2017       |
|           | Bajram Begaj (1967)       | 24 juli 2022 - heden         | partijloos |        | 2022       |